# Sillus furciger
Sillus furciger is een spinnensoort in de taxonomische indeling van de buisspinnen (Anyphaenidae).
Het dier behoort tot het geslacht Sillus. De wetenschappelijke naam van de soort werd voor het eerst geldig gepubliceerd in 1954 door Lodovico di Caporiacco.